# أوسييك

شعار المدينة

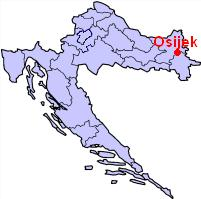
موقع المدينة

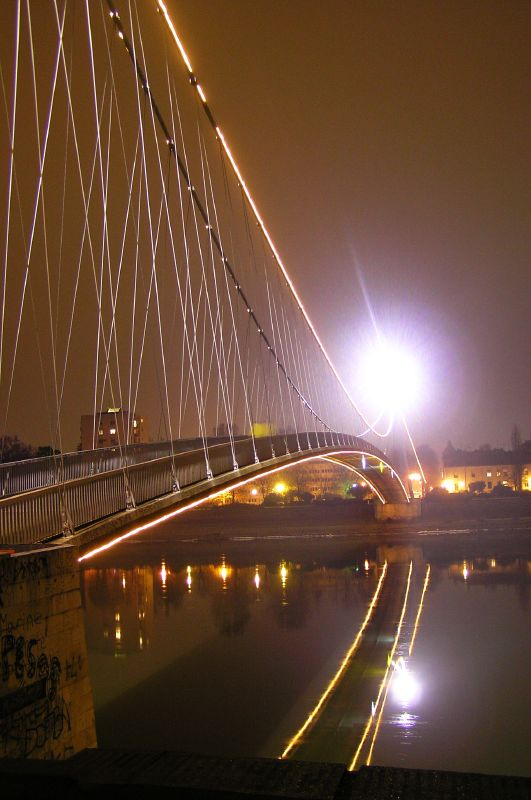
جسر على نهر درافا في أوسييك

أوسييك (بالكرواتية: Osijek) رابع أكبر مدن كرواتيا بعدد سكان 114،616 نسمة (إحصاء 2001)، تقع شرقي البلاد كأكبر مدن المنطقة الشرقية المعروفة باسم سلافونيا، عاصمة مقاطعة أوسييك-برانييا حيث تعتبر مركز ثقافي وصناعي هام. تقع أوسييك على الضفة اليمنى لنهر دراڤا حيث يتحد النهر مع الدانوب في هذه المنطقة.

## التاريخ
حاصر العثمانيون قلعة أوسييك وفتحوها عام 1526م، أثناء حملة المجر بقيادة السلطان سليمان القانوني متوجهين إلى معركة موهاكس.
ولدواعي عسكرية قبل معركة موهاكس مباشرة، دمر الجيش العثماني مدينة أوسييك بالكامل تقريبًا، في 8 أغسطس 1526م. وكانت أوسييك مُهملة وفقيرة بسبب سياسات الملَّاك السابقين، ولكنها تم إحياءها وتطويرها من قبل العثمانيين حتى تحولت لاحقا مع إعادة الإعمار إلى مدينة عثمانية مزدهرة وأصبح موقعها استراتيجيًا بعد بناء جسر خشبي ضخم بطول 8 كيلومترات وعرض 6 أمتار صممه المعماري العثماني "معمار سنان" على نهر دراڤا عام 1566م، مما جعلها مركزًا مهمًا للتجارة والتنقل العسكري بين البلقان وشمال نهر الطونة، ومركزًا لسنجق تابع لإيالة "بودا" (بودابست) خلال القرن 17. حافظت أوسييك على أهميتها الاستراتيجية وحركتها المرورية خلال الحكم العثماني وظلت معروفة عالمياً آنذاك بسبب جسر السلطان سليمان، أحد عجائب البناء العالمية كما كان يُطلق عليه، حتى أحرقه الجيش النمساوي عام 1686م.

## المناخ
يظهر الجدول التالي التغييرات المناخية على مدار السنة لأوسييك:
| البيانات المناخية لـأوسييك                          | البيانات المناخية لـأوسييك | البيانات المناخية لـأوسييك | البيانات المناخية لـأوسييك | البيانات المناخية لـأوسييك | البيانات المناخية لـأوسييك | البيانات المناخية لـأوسييك | البيانات المناخية لـأوسييك | البيانات المناخية لـأوسييك | البيانات المناخية لـأوسييك | البيانات المناخية لـأوسييك | البيانات المناخية لـأوسييك | البيانات المناخية لـأوسييك | البيانات المناخية لـأوسييك |
| الشهر                                               | يناير                      | فبراير                     | مارس                       | أبريل                      | مايو                       | يونيو                      | يوليو                      | أغسطس                      | سبتمبر                     | أكتوبر                     | نوفمبر                     | ديسمبر                     | المعدل السنوي              |
| --------------------------------------------------- | -------------------------- | -------------------------- | -------------------------- | -------------------------- | -------------------------- | -------------------------- | -------------------------- | -------------------------- | -------------------------- | -------------------------- | -------------------------- | -------------------------- | -------------------------- |
| الدرجة القصوى °م (°ف)                               | 19.0 (66.2)                | 23.0 (73.4)                | 26.9 (80.4)                | 30.9 (87.6)                | 36.0 (96.8)                | 39.6 (103.3)               | 40.3 (104.5)               | 40.3 (104.5)               | 37.1 (98.8)                | 30.5 (86.9)                | 25.8 (78.4)                | 21.3 (70.3)                | 40.3 (104.5)               |
| متوسط درجة الحرارة الكبرى °م (°ف)                   | 3.3 (37.9)                 | 6.5 (43.7)                 | 12.3 (54.1)                | 17.2 (63.0)                | 22.6 (72.7)                | 25.6 (78.1)                | 27.6 (81.7)                | 27.5 (81.5)                | 23.4 (74.1)                | 17.4 (63.3)                | 9.4 (48.9)                 | 4.7 (40.5)                 | 16.5 (61.7)                |
| المتوسط اليومي °م (°ف)                              | −0.2 (31.6)                | 1.8 (35.2)                 | 6.4 (43.5)                 | 11.2 (52.2)                | 16.7 (62.1)                | 19.7 (67.5)                | 21.3 (70.3)                | 20.8 (69.4)                | 16.5 (61.7)                | 11.0 (51.8)                | 5.1 (41.2)                 | 1.2 (34.2)                 | 11.0 (51.8)                |
| متوسط درجة الحرارة الصغرى °م (°ف)                   | −3.3 (26.1)                | −2.1 (28.2)                | 1.3 (34.3)                 | 5.5 (41.9)                 | 10.5 (50.9)                | 13.6 (56.5)                | 14.8 (58.6)                | 14.5 (58.1)                | 10.8 (51.4)                | 6.1 (43.0)                 | 1.6 (34.9)                 | −1.7 (28.9)                | 6.0 (42.8)                 |
| أدنى درجة حرارة °م (°ف)                             | −27.1 (−16.8)              | −26.4 (−15.5)              | −21 (−6)                   | −6.8 (19.8)                | −3 (27)                    | 1.0 (33.8)                 | 4.7 (40.5)                 | 5.1 (41.2)                 | −1.2 (29.8)                | −8.6 (16.5)                | −15.7 (3.7)                | −23.2 (−9.8)               | −27.1 (−16.8)              |
| الهطول مم (إنش)                                     | 41.4 (1.63)                | 35.1 (1.38)                | 40.5 (1.59)                | 51.0 (2.01)                | 59.2 (2.33)                | 82.0 (3.23)                | 65.4 (2.57)                | 61.9 (2.44)                | 51.0 (2.01)                | 56.6 (2.23)                | 61.7 (2.43)                | 49.1 (1.93)                | 654.9 (25.78)              |
| متوسط أيام هطول الأمطار (≥ 0.1 mm)                  | 11.3                       | 10.6                       | 11.2                       | 13.0                       | 13.3                       | 13.4                       | 10.6                       | 9.9                        | 9.4                        | 10.5                       | 11.7                       | 12.3                       | 137.2                      |
| متوسط الأيام المثلجة (≥ 1.0 cm)                     | 10.3                       | 7.8                        | 2.1                        | 0.0                        | 0.0                        | 0.0                        | 0.0                        | 0.0                        | 0.0                        | 0.0                        | 2.2                        | 6.5                        | 28.9                       |
| متوسط الرطوبة النسبية (%)                           | 87.5                       | 81.9                       | 74.1                       | 71.3                       | 70.1                       | 70.9                       | 69.6                       | 71.8                       | 76.2                       | 79.2                       | 86.1                       | 88.5                       | 77.3                       |
| ساعات سطوع الشمس الشهرية                            | 58.9                       | 96.1                       | 145.7                      | 171.0                      | 217.0                      | 231.0                      | 260.4                      | 251.1                      | 189.0                      | 142.6                      | 69.0                       | 55.8                       | 1٬887٫6                    |
| نسبة وصول أشعة الشمس                                | 20                         | 34                         | 42                         | 45                         | 52                         | 55                         | 60                         | 61                         | 53                         | 44                         | 25                         | 21                         | 45                         |
| المصدر: هيئة الأرصاد الجوية والهيدرولوجيا الكرواتية |                            |                            |                            |                            |                            |                            |                            |                            |                            |                            |                            |                            |                            |

## توأمة
لأوسييك اتفاقيات توأمة مع كل من:
- بيتش [13]
- ماريبور [13]
- بفورتسهايم (2008 - )[13]
- بلويشت [13]
- توزلا [13]
- نيترا [13]
- بريزرن [13]
- سوبتيتسا [13]
- لوزان [13]
- فيتشنزا [13]
- 13th district of Budapest [الإنجليزية]‏ [13]
- إلباسان [13]

## روابط خارجية
- الموقع الرسمي لأوسييك.

## أعلام
- داريو فيدوشيتش
- برانكو لوستيغ
- دافور شوكر
- إيغور سفيتانوفيتش
- يلينا دوكيتش